# شهرستان مرسر (پنسیلوانیا)
شهرستان مرسر، پنسیلوانیا (به انگلیسی: Mercer County, Pennsylvania) شهرستانی در ایالات متحده آمریکا است که در پنسیلوانیا واقع شده‌است.

## خصوصیات
شهرستان مرسر ۱٬۷۶۸٫۹۷ کیلومترمربع مساحت دارد.